# Dame blanche (peinture)
Pour les articles homonymes, voir Dame Blanche.

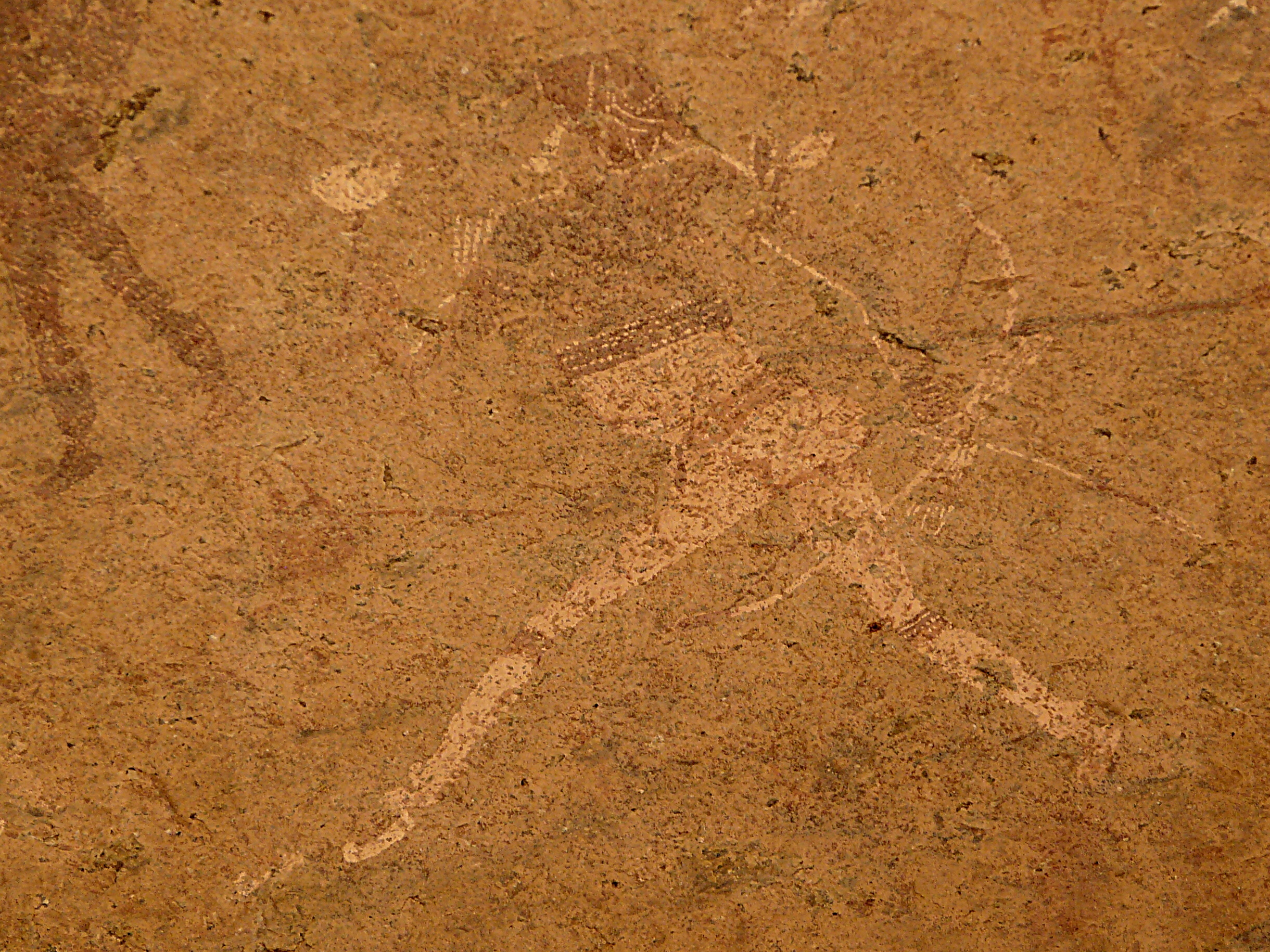
La Dame blanche.

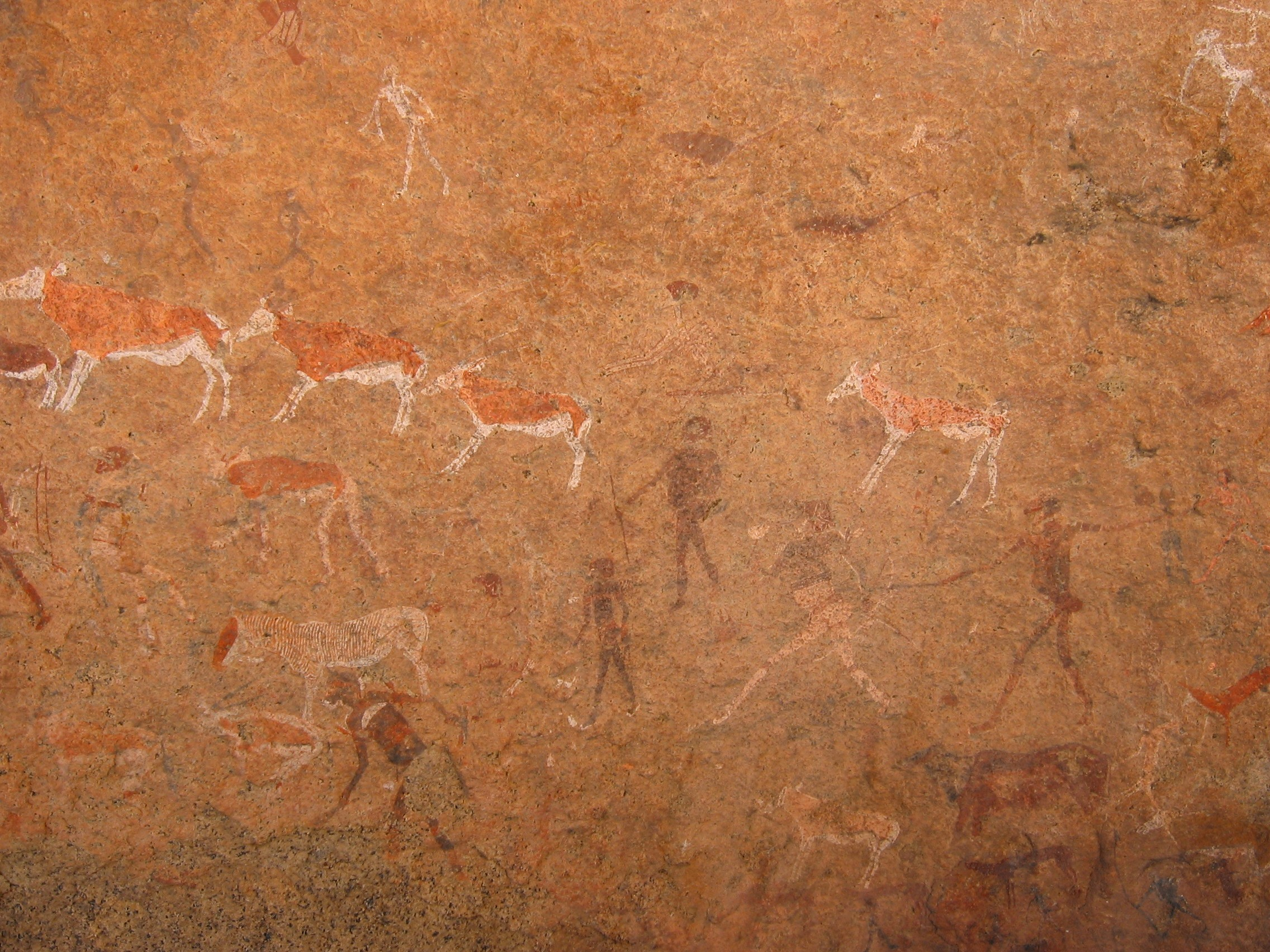
Peinture rupestre de la Dame blanche.

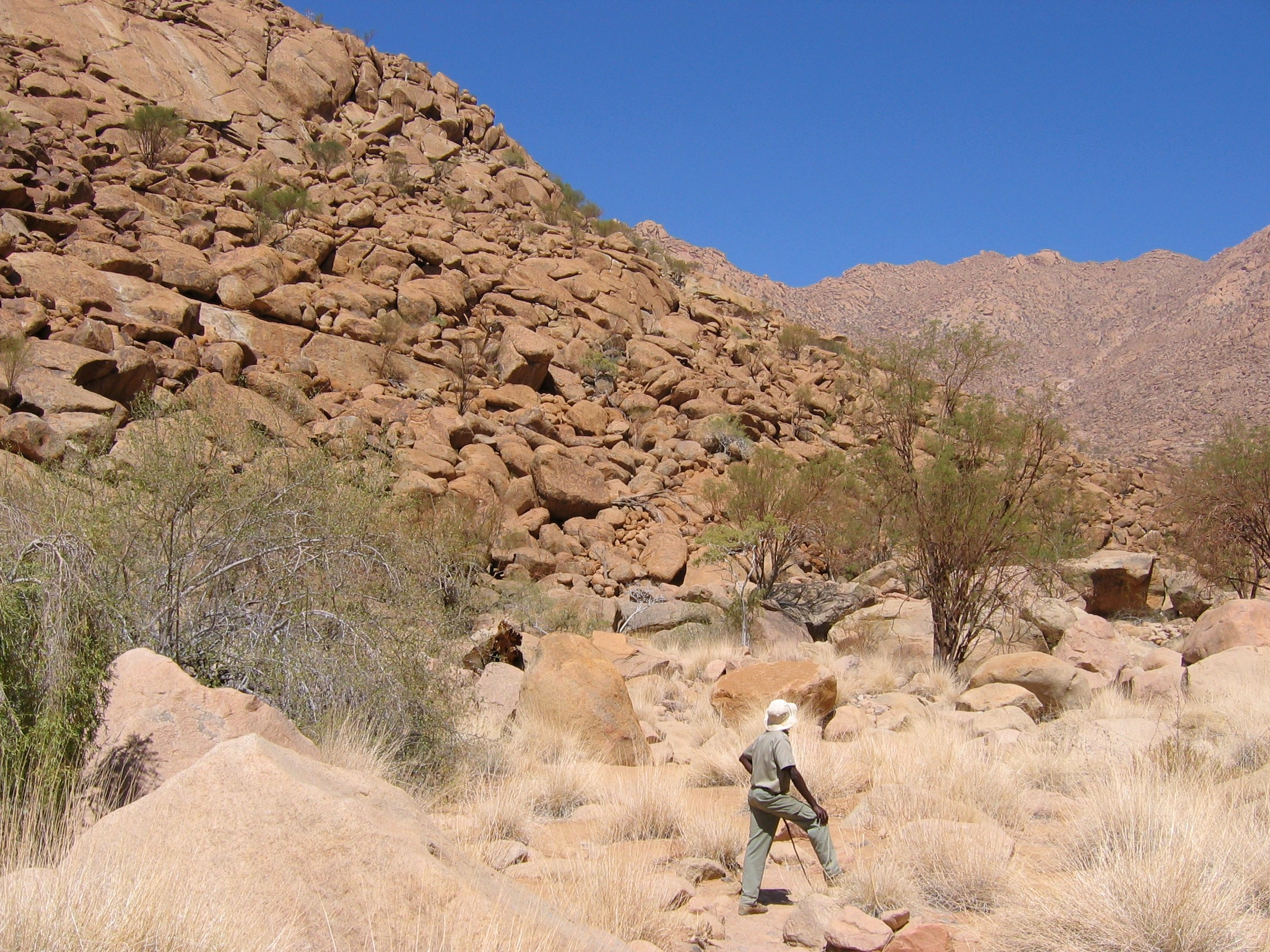
Chemin menant à la Dame blanche, dans le massif du Brandberg.

La fresque de la Dame blanche est une peinture rupestre située dans un abri rocheux au sein du massif du Brandberg, une région abritant le point culminant de la Namibie.
Ce massif montagneux abrite des dizaines de milliers de peintures rupestres et pourtant, celle de la Dame blanche est la plus connue, car ses origines et son interprétation ont longtemps été débattues. On s'accorde maintenant à dire qu'elle a été peinte il y a plus de 2 000 ans par un groupe de San.

## Situation géographique
La fresque dite de la Dame blanche est l'une des dizaines de milliers de peintures rupestres qu'on peut trouver au cœur du massif du Brandberg, en Namibie. Pour y accéder, il faut marcher pendant environ une heure à travers ce massif, en suivant le lit d'une rivière asséchée. Cette peinture se trouve sous un abri rocheux, connu sous le nom d'abri de Maack. Pour la voir, il est nécessaire d'être accompagné d'un guide officiel de la Namibie, le Brandberg étant un site protégé, ce qui permet de protéger les peintures rupestres des dégradations dues aux touristes.

## Description

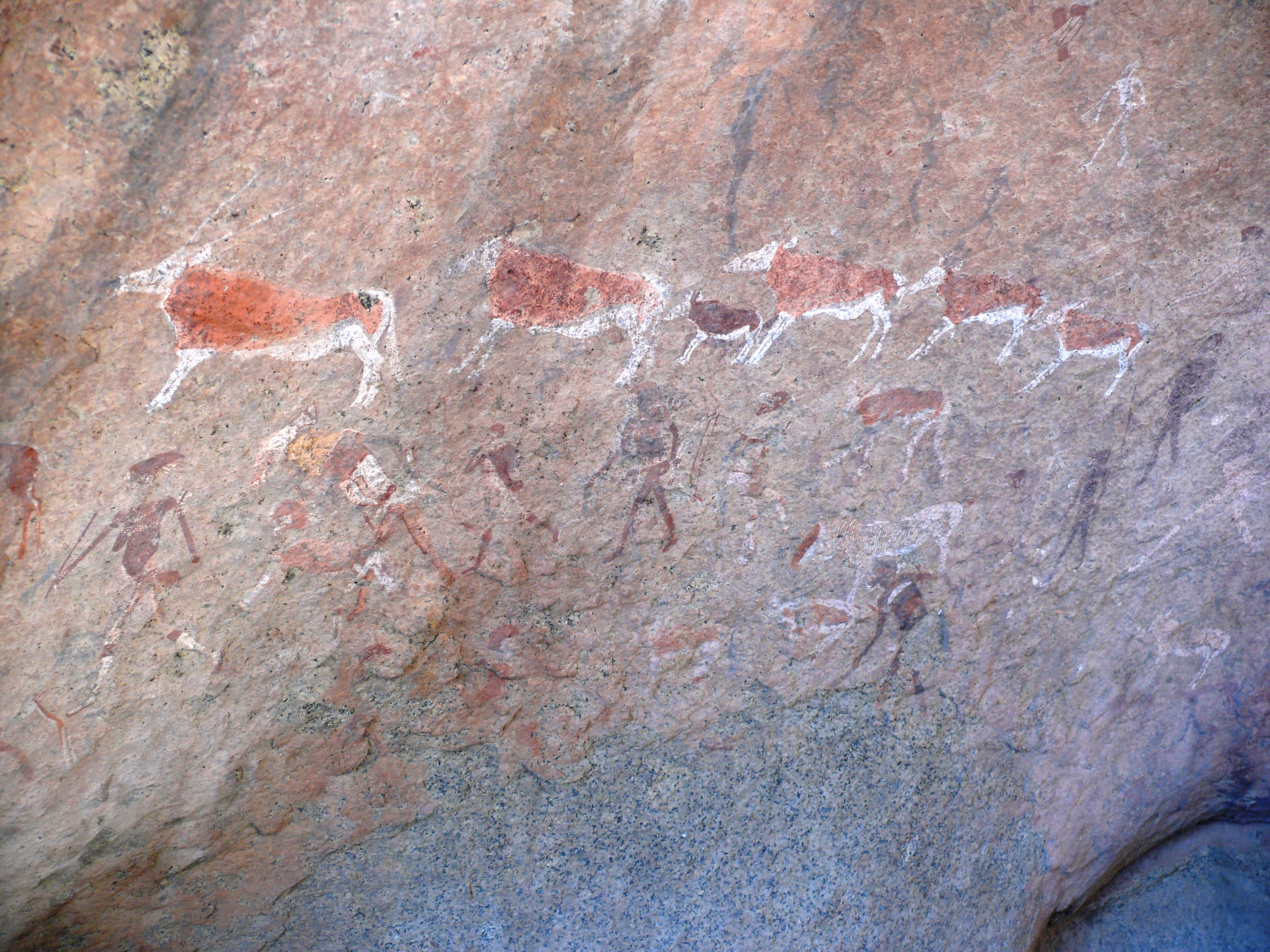
Les oryx de la fresque.

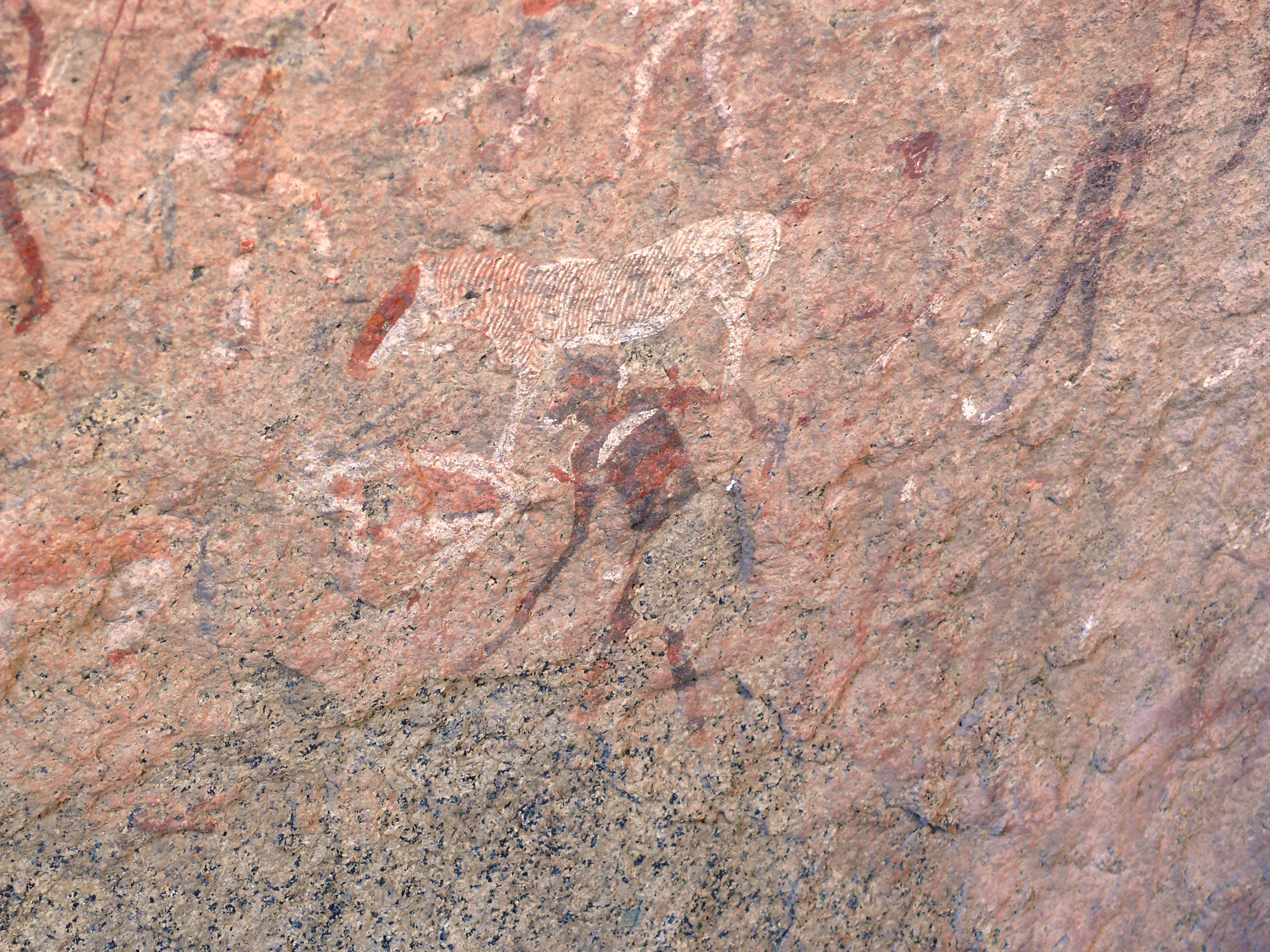
Le quagga de la fresque.

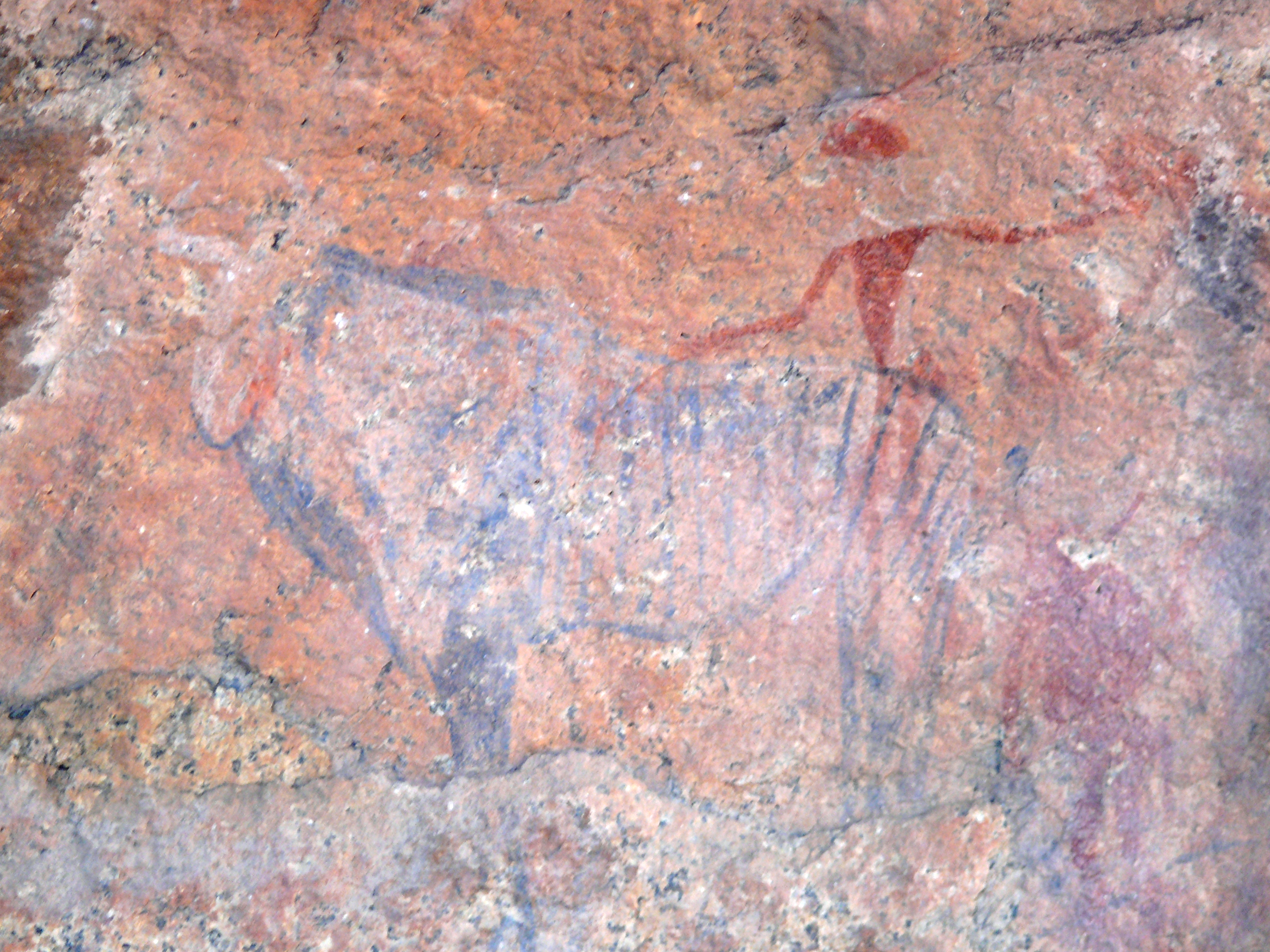
Le gnou de la fresque.

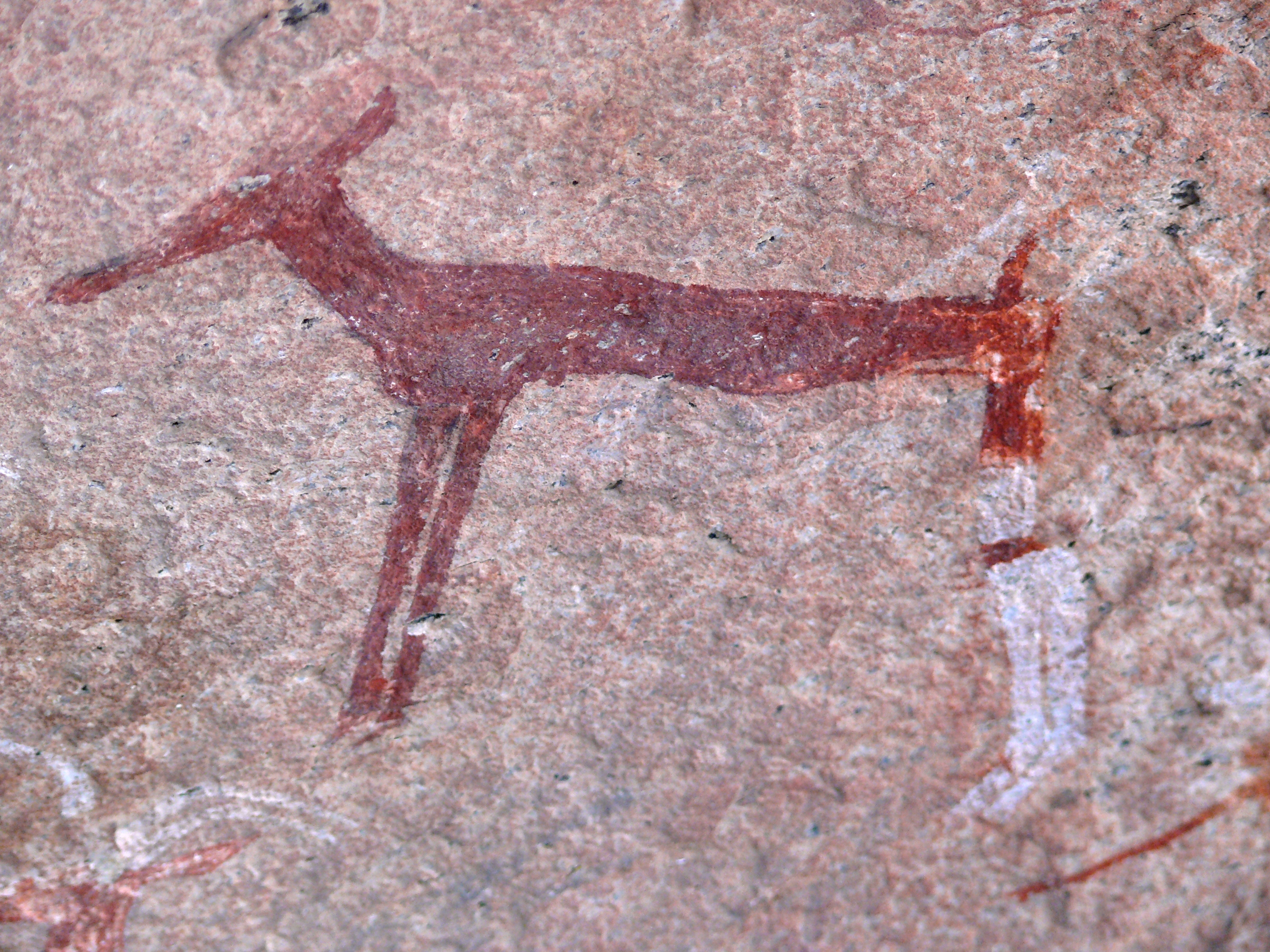
La gazelle gérénuk.

Cette fresque est peinte sur un pan de rocher de 5,5 m × 1,5 m. Outre la Dame blanche, personnage le plus important de la peinture, on retrouve d'autres humains dessinés, ainsi que divers animaux : principalement des oryx, mais aussi un quagga (espèce qui n'avait pas encore disparu à l'époque de la peinture), une gazelle gérénuk, un gnou et même un manchot !
On considère généralement que cette fresque reproduit une sorte de danse rituelle, et que la Dame Blanche n'est autre qu'un chaman, peut-être celui qui a peint cette fresque. Cette dame blanche serait en fait un homme, car on peut voir un pénis dessiné. Ce serait un chaman, car la couleur blanche de son corps représenterait des peintures rituelles, et il arbore également des décorations corporelles. Il tient dans ses mains un arc et un calice. À cause de la présence des animaux, notamment les oryx, et de l'arc du chaman, on a longtemps pensé que cette peinture représentait une scène de chasse. Mais comme le chaman est la seule figure humaine clairement représentée, toutes les autres étant réduites à de simples silhouettes, l'hypothèse de la danse rituelle ou du produit d'une transe chamanique est plus courante. Cette hypothèse de la transe est d'autant plus plausible qu'un des oryx a des jambes humaines.

## Découverte et controverse
La fresque de la Dame blanche a été découverte en 1918 par l'explorateur allemand Reinhard Maack alors qu'il explorait le massif du Brandberg. Il fut, d'après ses dires, particulièrement impressionné par la figure centrale, qu'il décrivit comme étant un « guerrier », et écrivit que le style égypto-méditerranéen des dessins était étonnant. Il dessina lui-même quelques parties de la fresque, et ses dessins furent plus tard publiés en Europe.
Les notes écrites par Maack furent reprises par l'anthropologue Henri Breuil alors qu'il était en visite au Cap. C'est alors que l'appellation Dame blanche fut trouvée, en référence au personnage central, qui, selon Breuil lui-même, allait le hanter pendant plusieurs années. Il remarqua également, toujours sur les dessins de Maack, des ressemblances entre les peintures de la fresque de la Dame blanche et des dessins d'athlètes découverts à Cnossos (Crète). Il émit donc l'hypothèse que le massif du Brandberg avait été auparavant visité par un groupe d'explorateurs venus de la Méditerranée. Troublé par cette fresque étonnante, il décida de s'y rendre pour la voir de ses propres yeux, et, en 1945, organisa une expédition dans le Brandberg. C'est à ce moment-là que le personnage de la Dame blanche commença à le hanter. Il publia ensuite sa théorie sur l'origine méditerranéenne de cette fresque.
Ses écrits influencèrent les théories suivantes, dont une qui attribua une origine phénicienne à la peinture, à cause de la présence d'un bonnet phrygien sur le crâne d'un des personnages.
Petit à petit, la controverse sur cette origine méditerranéenne prit de l'ampleur, et déboucha sur un rejet complet de cette théorie par Davidson en 1963. En effet, les études postérieures sur cette fresque ont permis d'aboutir à la conclusion que cette peinture est une œuvre des San, comme toutes les nombreuses autres peintures qu'on leur a attribué dans le Brandberg, mais aussi dans tout le Damaraland, comme à Twyfelfontein, ou au Botswana, comme à Tsodilo Hills.